# Emilio González (artista)
Emilio González (Caracas, Venezuela) es un bodypiercer, modificador y empresario venezolano, pionero en las prácticas de las modificaciones corporales en su país. Ha aparecido en varios programas de televisión, entre ellos, en un documental llamado «Tabú Latinoamérica» del canal National Geographic, donde fue seleccionado, o en People+Arts para participar de un programa de telerrealidad. También en convenciones sobre tatuajes y festivales de música rock como Woodstock 99. Ha sido invitado a más de 40 países para hablar y enseñar sobre modificaciones. En 2011 fundó la convención Venezuela Expo Tattoo, que celebró nueve ediciones anuales en Caracas hasta 2019.
Estudió medicina en la Universidad Central de Venezuela, carrera que nunca terminó. Sin embargo, se trasladó a Europa para estudiar cirugía plástica, carrera que culminó en la Universidad de Las Palmas de Gran Canaria, España. Allí mismo se especializó en implantología quirúrgica. Se le considera uno de los mejores modificadores corporales de Latinoamérica.
Asiste regularmente a convenciones internacionales sobre tatuajes y modificaciones del cuerpo, además posee tres estudios de tatuajes: dos en Venezuela y otro en Los Ángeles, Estados Unidos.

## Biografía
Emilio González nació el 10 de enero de 1978 en la ciudad de Caracas, Venezuela. Sus padre es español (islas canarias) y su madre venezolana, es el menor de cuatro hermanos y se hizo el primer tatuaje a los 11 años de edad —el rostro del cantante Freddy Mercury—. Asiste regularmente a convenciones sobre modificaciones del cuerpo, también dicta seminarios y realiza presentaciones tipo friki, entre ellas, la suspensión corporal.
Su cuerpo ha sido sometido a diversas modificaciones, entre ellas, el body suit (tatuaje extensivo), bifurcación de la lengua, implantes subdérmicos en la frente y antebrazos, pirsin labial y bridge piercing y expansiones de las orejas. Tiene el 85 % de su cuerpo tatuado. Es propietario de tres estudios donde se realizan todo tipo de modificaciones, uno de ellos se llama MithosTattoo.
Emilio fue el encargado de realizar una modificación extrema a Henry Damon, un venezolano que se sometió a varios procedimientos para parecerse a Red Skull. La noticia sobre este acontecimiento fue todo un suceso internacional.

## Especialidades
- Arte corporal
- Perforaciones
- Implantes subdérmicos
- Castración
- Escarificación
- Amputación